# Ruth Millikan
Ruth Garrett Millikan (nacida en 1933) es una destacada filósofa estadounidense en los campos de la filosofía de la biología, la psicología y el lenguaje. Millikan ha pasado la mayor parte de su carrera académica en la Universidad de Connecticut, donde es actualmente profesora emérita de filosofía.

## Educación y carrera
Millikan terminó sus estudios de pregrado (licenciatura) en el Oberlin College en 1955. Luego estudió con Wilfrid Sellars en la Universidad Yale. Sellars se fue luego a la Universidad de Pittsburgh a mitad del doctorado de Millikan, pero ella se quedó en Yale y obtuvo allí su doctorado en 1969. Tanto ella como Paul Churchland son a menudo considerados los principales defensores del sellarsianismo «de derecha» (es decir, quienes enfatizan el realismo científico de la obra de Sellars).
Entre 1969 y 1972, Millikan enseñó a medio tiempo en el Berea College, a dos tercios de tiempo en la Western Michigan University entre 1972 y 1973, a medio tiempo en la Universidad de Michigan entre1993 a 1996, pero por lo demás pasó toda su carrera académico en la Universidad de Connecticut, donde se desempeña actualmente como profesora emérita. Millikan está casada con el psicólogo y científico cognitivo estadounidense Donald Shankweiler.
En 2002, Millikan recibió el Premio Jean Nicod y dio las Jean Nicod Lecture en París. En 2014 fue elegida como miembro de la Academia Estadounidense de las Artes y las Ciencias. En 2017, recibió el Premio Nicholas Rescher de Filosofía Sistemática de la Universidad de Pittsburgh y el Premio Schock en Lógica y Filosofía.

## Obra filosófica
Millikan es más conocida por la perspectiva a la que, en su artículo de 1989 del mismo nombre, denomina «biosemántica». La biosemántica es una teoría relativa a algo a lo que los filósofos se refieren a menudo como «intencionalidad», el fenómeno por el cual las cosas son o tratan «sobre» otras cosas, siendo los pensamientos y las oraciones casos paradigmáticos. Por ejemplo, una creencia mía de que harás mis quehaceres por mí, es sobre ti y mis quehaceres. Lo mismo es cierto para un deseo, intención u orden hablada o escrita correspondiente.
En general, el propósito de una teoría de la intencionalidad es explicar el fenómeno—que las cosas sean «sobre» otras cosas—en otros términos más informativos. Tal teoría pretende dar cuenta de en qué consiste esa calidad de «ser sobre algo». De la misma manera que la química ofrece la afirmación «El agua es H2O» como teoría sobre lo que constituye el agua, la biosemántica busca una explicación constitutiva de la intencionalidad. Millikan enfatiza que una explicación o tratamiento de este tipo debe abordar adecuadamente características centrales de la mentalidad tales como el error, la confusión y lo que parece ser una relación con algo que no existe (la relación de «ser sobre») . Por ejemplo: uno «ve» que un palo está doblado, pero se da cuenta de que no es así cuando lo saca del agua; un buscador de minas inexperto cree que se va a hacer rico, pero lo que sostiene en sus manos es un trozo de pirita («oro de los tontos»); un mariscal de campo piensa en la batalla del día siguiente, un niño quiere montar un unicornio, y la frase «el número primo más grande» de alguna manera es «sobre» (es decir, se refiere a) un número que no puede existir (hay una prueba sencilla al respecto).
Como lo sugiere su nombre, la teoría de Millikan explica la intencionalidad en términos «biológicos» o teleológicos, en un sentido amplio. De manera específica, Millikan explica la intencionalidad utilizando los recursos explicativos de la selección natural: aquello «sobre» lo que son los pensamientos, frases y deseos se aclara en últimas por referencia a aquello que ha sido seleccionado y para lo que ha sido seleccionado (es decir, qué ventaja confirió a los antepasados que lo poseían). Cuando tal selección es no-intencional, entonces aquello para lo que es constituye su «función apropiada».
Igualmente importante es lo que se puede llamar la coevolución de mecanismos de productor y mecanismos de consumidor. Millikan discute a las historias entrelazadas de selección de tales mecanismos para explicar las características centrales de la mentalidad y para ofrecer una amplia gama de posiciones respecto a diversos temas de debate en filosofía de la mente y del lenguaje.
En su artículo «Naturalist reflections on knowledge» (Reflexiones naturalistas sobre el conocimiento), Millikan defiende la postura de que la justificación de creencias verdaderas por medio de una explicación acorde con la evolución constituye el conocimiento.

## Publicaciones

### Libros
- (1984) Language, Thought and Other Biological Categories (ISBN 978-0262631150)
- (1993) White Queen Psychology and Other Essays for Alice (ISBN 978-0262631624)
- (2000) On Clear and Confused Ideas pdf (ISBN 978-0521625531)
- (2004) Varieties of Meaning: The 2002 Jean Nicod Lectures pdf (ISBN 978-0262633420)
- (2005) Language: A Biological Model pdf (ISBN 978-0199284771)
- (2012) Biosemantik Sprachphilosophische Aufsätze, seis ensayos con un prólogo, trad. Alex Burri, Surkamp Verlag (ISBN 9783518295793)
- (2017) Beyond Concepts: Unicepts, Language, and Natural Information (ISBN 978-0198717195)

Nota: los libros de 1993, 2005 y 2012 corresponden a colecciones de artículos.

### Otras obras
Millikan ha publicado asimismo numerosos artículos, muchos de los cuales están enumerados y disponibles en este enlace.